# Hermann Danuser
Hermann Danuser (* 3. Oktober 1946 in Frauenfeld) ist ein deutsch-schweizerischer Musikwissenschaftler.

## Leben
Hermann Danuser studierte ab 1965 Klavier (u. a. bei Sava Savoff), Oboe (bei Egon Parolari und André Lardrot), Musikwissenschaft, Philosophie und Germanistik an der Musikhochschule und der Universität Zürich; er wurde mit einer Dissertation über musikalische Prosa promoviert. Ab 1973 studierte er in Berlin bei Carl Dahlhaus (Musikwissenschaft) und Gerhard Puchelt (Klavier). Nach einer Tätigkeit als wissenschaftlicher Assistent (bei Peter Rummenhöller an der PH Berlin) habilitierte er sich 1982 an der TU mit einer Arbeit über die Musik des 20. Jahrhunderts (erschienen 1984). Von 1982 bis 1988 lehrte Danuser als Ordentlicher Professor für Musikwissenschaft an der Hochschule für Musik und Theater Hannover, danach von 1988 bis 1993 als Ordinarius für Musikwissenschaft an der Albert-Ludwigs-Universität Freiburg. Von 1993 bis zu seiner Pensionierung im Jahr 2014 war er Lehrstuhlinhaber für Historische Musikwissenschaft am Institut für Musikwissenschaft und Medienwissenschaft der Humboldt-Universität zu Berlin.
Danuser koordiniert zudem die Forschung bei der Paul-Sacher-Stiftung Basel; von 1996 bis 2017 war er Mitglied des Kuratoriums der Ernst von Siemens Musikstiftung. Er versah Gastprofessuren an mehreren führenden Universitäten Europas und der USA. Im Studienjahr 2017/18 lehrte er am Zentralkonservatorium in Peking.

## Forschung
Der Schwerpunkt von Danusers Forschungen liegt in der Musikgeschichte des 18. bis 20. Jahrhunderts, der musikalischen Interpretation, der neueren Geschichte der Musiktheorie und Musikästhetik sowie der musikalischen Analyse; er kombiniert dabei Werkanalyse, musikästhetische Diskursbildung, Biographik, Gattungs- und Institutionsgeschichte. In Studien zu Avantgarde, Nationalismus, Poetik, Ästhetik und Historiographie bezieht er transdisziplinäre Ansätze mit ein. Seine letzten bzw. derzeit laufenden Forschungsprojekte behandeln das Zusammenwirken von autonomie- und heteronomieästhetischen Faktoren im musikalischen Kunstwerk (Monographie Weltanschauungsmusik, 2009, mit Analysen u. a. zu Beethovens 9. Symphonie, zur Sphärenmusik (Sfærernes Musik) von Rued Langgaard und zur Oper Die Harmonie der Welt von Paul Hindemith), die Begriffsgeschichte musikalischer Aufführung seit dem 18. Jahrhundert (gefördert von der Deutschen Forschungsgemeinschaft) sowie Erscheinungsweisen von musikalischer Selbstbezüglichkeit (Monographie Metamusik, 2017). Danusers umfangreiche publizistische und herausgeberische Tätigkeit macht ihn zu einem der bedeutendsten deutschsprachigen Musikwissenschaftler der Gegenwart.

## Ehrungen
Hermann Danuser ist Ordentliches Mitglied der Berlin-Brandenburgischen Akademie der Wissenschaften und Corresponding Member der American Musicological Society. 2005 verlieh ihm das Royal Holloway der University of London für seine wissenschaftlichen Verdienste die Würde eines „Doctor of Music“ honoris causa; eine weitere Ehrendoktorwürde wurde ihm im Jahr 2014 von der Nationalen Musikuniversität Bukarest verliehen. 2015 wurde er in die American Academy of Arts and Sciences gewählt.

## Publikationen

### Monografien
- Musikalische Prosa (= Studien zur Musikgeschichte des 19. Jahrhunderts. Band 46). Bosse, Regensburg 1975, ISBN 3-7649-2113-7.
- Die Musik des 20. Jahrhunderts (= Neues Handbuch der Musikwissenschaft. Band 7). Laaber-Verlag, Laaber 1984, ISBN 3-89007-037-X.
- Gustav Mahler: Das Lied von der Erde. Für Rudolf Stephan zum 60. Geburtstag (= Meisterwerke der Musik. Band 25). Fink, München 1986, ISBN 3-7705-1741-5.
- Gustav Mahler und seine Zeit (= Große Komponisten und ihre Zeit). Laaber-Verlag, Laaber 1991, ISBN 3-921518-91-1.
- Weltanschauungsmusik. Edition Argus, Schliengen 2009, ISBN 978-3-931264-75-8.
- Metamusik. Edition Argus, Schliengen 2017, ISBN 978-3-931264-79-6.

### Editionen musikalischer Werke
- Paul Hindemith: Streicherkammermusik II (= Paul Hindemith: Sämtliche Werke. Serie V, Band 5). B. Schott’s Söhne, Mainz 1993, OCLC 803579620.
- Paul Hindemith: Sonate für Violine allein op. 11 Nr. 6. Schott, Mainz 2002, ISMN 979-0-001-13103-2 (Suche im DNB-Portal).

### Herausgegebene Schriften (Auswahl)

#### Reihen und Zeitschriften
- Peter Cahn, Hermann Danuser, Renate Groth, Giselher Schubert (Hrsg.): Musiktheorie. Zeitschrift für Musikwissenschaft. Laaber-Verlag, ISSN 0177-4182 (1986–1996).
- Carl Dahlhaus, nach dessen Tod fortgeführt von Hermann Danuser (Hrsg.): Neues Handbuch der Musikwissenschaft. Band 2, 3, Heft 11–13 (1986–1995). Laaber-Verlag, Laaber 1996, ISBN 3-89007-030-2.
- Aleida Assmann, Hermann Danuser, Manfred Fuhrmann, Wolfgang Kemp, Renate Lachmann, Helmut Pfeiffer, Wolfgang Preisendanz, Jurij Striedter (Hrsg.): Theorie und Geschichte der Literatur und der schönen Künste. Fink, München (1993–2018).
- Rainer Cadenbach, Hermann Danuser, Albrecht Riethmüller, Christian Martin Schmidt (Hrsg.): Berliner Musik Studien. Schriftenreihe zur Musikwissenschaft an den Berliner Hochschulen und Universitäten. Studio-Verlag, Köln (1994–2009).
- Udo Bermbach, Dieter Borchmeyer, Hermann Danuser, Sven Friedrich, Hans Rudolf Vaget (Hrsg.): wagnerspectrum. Königshausen & Neumann, ISSN 1614-9459 (2005–2012).

#### Einzelausgaben
- mit Dietrich Kämper und Paul Terse (Hrsg.): Amerikanische Musik seit Charles Ives. Interpretationen, Quellentexte, Komponistenmonographien. Laaber-Verlag, Laaber 1987, ISBN 3-89007-117-1.
- Gattungen der Musik und ihre Klassiker im Wandel der Geschichte (= Publikationen der Hochschule für Musik und Theater Hannover. Band 1). Laaber-Verlag, Laaber 1988, ISBN 3-89007-114-7.
- mit Helga de la Motte-Haber, Silke Leopold und Norbert Miller (Hrsg.): Das musikalische Kunstwerk. Geschichte – Ästhetik – Theorie. Festschrift Carl Dahlhaus zum 60. Geburtstag. Laaber-Verlag, Laaber 1988, ISBN 3-89007-144-9.
- mit Hannelore Gerlach und Jürgen Köchel (Hrsg.): Sowjetische Musik im Licht der Perestroika. Laaber-Verlag, Laaber 1990, ISBN 3-89007-120-1.
- Gustav Mahler (= Wege der Forschung. Band 653). Wissenschaftliche Buchgesellschaft, Darmstadt 1992, ISBN 3-534-02368-4.
- Musikalische Interpretation (= Neues Handbuch der Musikwissenschaft. Band 11). Laaber-Verlag, Laaber 1992, ISBN 3-89007-041-8.
- mit Günter Katzenberger (Hrsg.): Vom Einfall zum Kunstwerk. Der Kompositionsprozeß in der Musik des 20. Jahrhunderts (= Publikationen der Hochschule für Musik und Theater Hannover. Band 4). Laaber-Verlag, Laaber 1993, ISBN 3-89007-258-5.
- mit Gianmario Borio unter Mitarbeit von Pascal Decroupet (Hrsg.): Im Zenit der Moderne. Die Internationalen Ferienkurse für Neue Musik Darmstadt 1946–1966. Geschichte und Dokumentation, 4 Bde. (= Rombach Wissenschaft: Reihe musicae. Band 2). Rombach, Freiburg i. Br. 1997, ISBN 3-7930-9138-4.
- mit Tobias Plebuch (Hrsg.): Musik als Text. Bericht über den Internationalen Kongreß der Gesellschaft für Musikforschung Freiburg im Breisgau 1993, 2 Bde. Bärenreiter, Kassel 1998, ISBN 3-7618-1403-8.
- in Verbindung mit Hans-Joachim Hinrichsen und Tobias Plebuch, Redaktion: Burkhard Meischein (Hrsg.): Carl Dahlhaus. Gesammelte Schriften in 10 Bänden (2000–2008). Laaber-Verlag, Laaber, ISBN 3-89007-235-6.
- mit Hermann Gottschewski (Hrsg.): Amerikanismus – Americanism – Weill. Die Suche nach kultureller Identität in der Moderne. Edition Argus, Schliengen 2003, ISBN 3-931264-23-8.
- mit Matthias Kassel (Hrsg.): Musiktheater heute. Internationales Symposion der Paul Sacher Stiftung Basel 2001 (= Veröffentlichungen der Paul Sacher Stiftung. Band 9). Schott, Mainz 2003, ISBN 3-7957-0481-2.
- Musikalische Lyrik (= Handbuch der musikalischen Gattungen. 8.1 u. 8.2). Laaber-Verlag, Laaber 2004, DNB 971462682.
- mit Peter Gülke und Norbert Miller in Verbindung mit Tobias Plebuch (Hrsg.): Carl Dahlhaus und die Musikwissenschaft. Werk, Wirkung, Aktualität. Edition Argus, Schliengen 2011, ISBN 978-3-931264-76-5.
- mit Heidy Zimmermann (Hrsg.): Avatar of Modernity: The Rite of Spring reconsidered. A publication of the Paul Sacher Foundation. Boosey & Hawkes, London 2013, ISBN 978-0-85162-823-3.
- mit Matthias Kassel (Hrsg.): Wessen Klänge? Über Autorschaft in neuer Musik. Internationales Symposion der Paul Sacher Stiftung Basel 2011 (= Veröffentlichungen der Paul Sacher Stiftung. Band 12). Schott, Mainz 2017, ISBN 3-7957-1173-8.

### Vorträge, Aufsätze und Artikel
Hunderte von Aufsätzen und Artikeln in Fachperiodika und Nachschlagewerken, Einleitungen, Vor- und Nachworte, Würdigungen, Zeitungsartikel u.v. a.m.
Eine Auswahl von 125 Texten ist in einer vierbändigen Edition (geordnet unter den Bandtiteln „Theorie“, „Ästhetik“, „Historiographie“ und „Analyse“) erschienen:
- Hans-Joachim Hinrichsen, Christian Schaper und Laure Spaltenstein (Hrsg.): Gesammelte Vorträge und Aufsätze. Edition Argus, Schliengen 2014, ISBN 978-3-931264-78-9.

## Gewidmete Werke
- Dmitri Schostakowitsch: Tahiti-Trott („Tea for two“ von Vincent Youmans) op. 16. Faksimile des Partiturautographs. Festgabe zum 60. Geburtstag von Hermann Danuser, hrsg. von der Paul-Sacher-Stiftung. Sikorski, Hamburg 2006, ISBN 3-935196-78-4.
- Camilla Bork, Tobias Robert Klein, Burkhard Meischein, Andreas Meyer und Tobias Plebuch (Hrsg.): Ereignis und Exegese. Musikalische Interpretation – Interpretation der Musik. Festschrift für Hermann Danuser zum 65. Geburtstag. Edition Argus, Schliengen 2011, ISBN 978-3-931264-77-2.
- Paul Sacher Stiftung (Hrsg.): „On revient toujours“. Dokumente zur Schönberg-Rezeption aus der Paul Sacher Stiftung. Festgabe für Hermann Danuser zum 70. Geburtstag. Schott Music, Mainz 2017, ISBN 978-3-7957-1202-0.